# Angela Duckworth
Angela Lee Duckworth (1970) es una académica, psicóloga y escritora estadounidense. Profesora de psicología de la Universidad de Pensilvania, donde estudia lo que llama el Grit  y el  concepto del autocontrol. También es la fundadora y directora general de Character Lab, una organización sin ánimo de lucro enfocada en la práctica del desarrollo del carácter.

## Biografía
Duckworth nació en 1970, hija de inmigrantes chinos. Creció en Cherry Hill, Nueva Jersey y se graduó en la Escuela Secundaria Cherry Hill East.
Duckworth obtuvo una licenciatura en Neurobiología en la Universidad de Harvard en 1992. Luego se graduó de la Universidad de Oxford en 1996 con una maestría en Neurociencia con una beca Marshall, y de la Universidad de Pensilvania en 2006 con un doctorado en Psicología. Recibió la prestigiosa beca MacArthur en 2013.
Su primer libro, Grit: The Power of Passion and Perseverance, fue publicado en mayo de 2016. Permaneció en la lista de superventas del New York Times durante 21 semanas. Una reseña del libro en el mismo diario se refirió a Duckworth como "la psicóloga que ha hecho de Grit la palabra de moda en los círculos de política educativa".